# SC Čechie Praha
SC Čechie Praha je softballový klub, který byl založen v roce 1990 ze softballového oddílu Slavie Přírodovědecká fakulta UK Praha. Nově založený oddíl se stal součástí TJ Čechie Karlín. Později byl oddíl z TJ vyloučen a od té doby působí jako samostatný subjekt. Klub je zaregistrován jako občanské sdružení, od července 2006 pod názvem SK Softball Club Čechie.
Úspěšný je zejména ženský tým, který je trojnásobným mistrem ČR v softballu.

## Úspěchy
- Mistr ČR v softballu žen: 1994, 1999, 2002
- Mistr ČR v softballu mužů: 1997
- Vítěz evropského poháru vítězů poháru (ženy): 2002

## Účast v evropských softballových pohárech (ženy)
| 2003 | PMEZ | Itálie | 6. místo |
| 2002 | PVP  | Česko  | 1. místo |
| 2001 | PVP  | Itálie | 2. místo |
| 2000 | PMEZ | Itálie | 5. místo |
| 1997 | PVP  | Belgie | 4. místo |
| 1995 | PMEZ | Belgie | 4. místo |